# Niophis aper
Niophis aper är en skalbaggsart som först beskrevs av Ernst Friedrich Germar 1824.  Niophis aper ingår i släktet Niophis och familjen långhorningar. Inga underarter finns listade i Catalogue of Life.